# Neotorularia
Neotorularia là chi thực vật có hoa trong họ Cải.